# Иванов, Корней Иванович
Корней Иванович Иванов (25 сентября 1899 — 4 января 1990) — российский и советский военный деятель, участник Гражданской и Великой Отечественной войн, командир 16-й танковой бригады, генерал-майор танковых войск (10.09.1943).

## Биография

### Начальная биография
Родился 25 (по ст.ст. 13) сентября 1899 года в селе Великий Выстороп Лебединского района, Сумской области в крестьянской семье. Украинец.
Член ВКП(б) с 1925 г. (п/б № 1040566). Образование среднее, знал польский язык.
Образование. Окончил 6-ю Харьковскую пехотную школу (1924), Ленинградские БТ КУКС (1932), АУКОС при БТ и МВ им. Сталина (1947).

### Служба в армии
Служба в Красной армии. В ноябре 1919 года —  красноармеец местных отрядов самообороны (Сумская область). С марта 1920 года — красноармеец 1-й Караульной роты г. Лебедин. С июня 1920 года — красноармеец Отряда по борьбе с бандитизмом. С сентября 1920 года — красноармеец 2-й Караульной роты г. Лебедин.
С апреля 1921 года — курсант Школы младших командиров 186-й бригады. С октября 1921 года — курсант 51-х Харьковских пехотных курсов. С октября 1922 г. 6-я Харьковская пехотная школа.
С сентября 1924 года — командир взвода 7-й роты, с декабря 1924 года — командир взвода, с октября 1925 года — врид командира полковой школы, с ноября 1925 года — командир взвода команды одногодичников при полковой школе, с апреля 1927 года — врид командира 5-й роты 131-го Таращанского полка 44 стрелковой дивизии.
С октября 1927 года — командир роты 13-го отд. стрелкового батальона местных войск. С октября 1930 г. единоначальник 3-й роты 13-го отд. стрелкового батальона. С февраля 1931 года — временный адъютант штаба 13-го отд. стрелкового батальона. С апреля 1931 года — помощник командира 2-го батальона, с октября 1931 года — ид. командир 3-го батальона 69-го стрелкового полка 23-й стрелковой дивизии.
С 17 февраля 1931 года — слушатель Ленинградских бронетанковых курсов усовершенствования комсостава РККА.
С 1 мая 1932 года — командир танкового батальона в распоряжении 6-го отд. штаба Белорусского ВО. Затем командир 2-го танкового батальона 4-й танковой бригады. С октября 1932 г. врид стрелково-пулемётного батальона 4-й танковой бригады (в январе 1933 года — утверждён в должности).
С 4 марта 1933 года — помощник командира 1-го танкового батальона по тех.части, с 17 апреля 1933 года — врид Командира 2-го танкового батальона, с августа 1933 года — снова в должности помощника командира 1-го танкового батальона по технической части, с марта 1935 года — помощник командира тех.части Учебного батальона, с июня 1935 года — врид командира 1-го танкового батальона (29 апреля 1936 утверждён в должности) 4-й танковой бригады.
С 19 августа 1939 года — командир автотранспортного полка Белорусского ОВО. С 14 апреля 1940 года — командир 31-го автотранспортного полка Одесского ВО.
С 25 марта 1941 года — командир 135-го танкового полка 218-й моторизованной дивизии.

### В Великую Отечественную войну
С 3 сентября (по другим данным 30 сентября) 1941 года — командир 16-го танкового полка 16-й танковой бригады.
С января по март 1942 года — заместитель начальника АБТО 54-й армии. Назначен приказом Ленинградского фронта № 0479 от 01.03.1942.
Приказом Ленинградского фронта № 0803 от 10.04.1942 года — назначен ид начальника АБТВ Волховской ГВ Ленинградского фронта.
С 11 апреля 1942 года — вр.и.д. заместителя командира 122-й танковой бригады.
С 24 сентября (в УПК с 12 октября) 1942 года — и.д. командира 16-й танковой бригады. Приказом НКО № 01265 от 22.02.1943 г. утверждён в должности.
С 15 декабря 1943 года — командующий  БТ и МВ 54-й армии.
С 21 января 1945 года — и.д. командующего БТ и МВ 61-й армии. Приказом НКО № 044 от 10.04.1945 утверждён в должности.

### После войны
С 14 марта 1946 года — и.д. командира 67-го гв. тяжёлого танко-самоходного полка 34-й гв. механизированной дивизии (утверждён в должности Приказом БТ и МВ № 096 от 14.03.1946 ?).
С 25 октября 1947 по 11 февраля 1948 года — слушатель Академических курсов усовершенствования офицерского состава при Военной академии бронетанковых войск им. Сталина.
С 11 февраля 1948 года — заместитель командира 34-й гв. механизированной дивизии Одесского ВО.
С 26 января 1949 года — заместитель командира по бронетанковым войскам 24-го гв. стрелкового корпуса Одесского ВО.
Приказом ВМ СССР № 03674 от 23.08.1952 уволен в запас по ст. 59б (по болезни). Проживал в Одессе.
Умер 4 января 1990 года. Похоронен в Николаев (город), Украина.

## Награды
- Орден Ленина (21.02.1945)[1]
- Орден Красного Знамени (14.01.1942)[2]
- Орден Красного Знамени (03.11.1944)[3]
- Орден Красного Знамени (15.11.1950)[4]
- Орден Кутузова II степени (08.02.1943)[5]
- Орден Отечественной войны I степени (6.04.1985)[6]
- Орден Красной Звезды (6.05.1946)[7]
- Медаль «За освобождение Варшавы» (3.11.1944)[8]
- Медаль «За оборону Ленинграда» (22.12.1942)[9]
- Медаль «В ознаменование 100-летия со дня рождения Владимира Ильича Ленина» (6 апреля 1970)
- Медаль «За победу над Германией в Великой Отечественной войне 1941—1945 гг.» (9 мая 1945[10])[11]
- Юбилейная медаль «Двадцать лет Победы в Великой Отечественной войне 1941—1945 гг.» (7 мая 1965[12])
- Юбилейная медаль «Сорок лет Победы в Великой Отечественной войне 1941—1945 гг.»[13]
- Медаль «За взятие Берлина» (9.06.1945)[14]
- Медаль «Ветеран Вооружённых Сил СССР»
- Юбилейная медаль «30 лет Советской Армии и Флота»[15]
- Юбилейная медаль «40 лет Вооружённых Сил СССР»[16]
- Юбилейная медаль «50 лет Вооружённых Сил СССР» (26 декабря 1967[17])
- Юбилейная медаль «60 лет Вооружённых Сил СССР» (28 января 1978[18])

## Память
- Его имя увековечено в Главном Храме Вооружённых сил России, и навсегда запечатлено на мемориале «Дорога памяти»
- На могиле установлен надгробный памятник